# Elisabetta Barbato
Elisabetta Barbato (Barletta, 1921. szeptember 11. – Róma, 2014. február 1.) olasz opera-énekesnő (szoprán). A pályán vele csaknem egyszerre indult Maria Callas riválisa volt. Leopoldo Mastelloni színész nagynénje.

## Élete
1939 és 1944 között Maria Aguccini tanítványa volt Bolognában. 1944. december 25-én a Római Operában debütált Garsenda szerepében Riccardo Zandonai Francesca da Riminijében. 1947-ig tovább tanult Luigi Riccinél. 1946-ban Anna Magnani énekhangja volt az Avanti a lui tremava tutta Roma c. filmben. Barbato gyorsan főszerepekhez jutott a második világháború utáni időszakban. Állandó szerződés a Római Operához kötötte, de hamar világjáró művész lett. 1946 januárjában mutatkozott be a La Scalában, 1947. január 5-én Rio de Janeiróban. 1949-ben szerepelt először az Egyesült Államokban. Szeptemberben és októberben San Franciscóban, többek közt Székely Mihály oldalán. November 26-án Jussi Björlinggel és Svéd Sándorral énekelt először a Metropolitanben egy Tosca-előadás címszereplőjeként. Alig két évtizedes pályáján eljutott a világ sok jelentős színpadára. Gyakran szerepelt portugál nyelvterületen. Brazília egyik leghálásabb terepe lett. (Itt történt meg 1951-ben Maria Callasszal, hogy a közönség „Barbato! Barbato!” kiáltásokkal próbálta elhallgattatni.) Utolsó fellépése 1965. szeptember 5-én Tarantóban volt, amikor Adalgisát énekelte Bellini Normájában. Élete további részét visszavonultan, Rómában töltötte.
Hangjának a jugendlich-dramatisch és a drámai szoprán szerepek feleltek meg a legjobban. Repertoárján sok verista és 20. századi mű szerepelt.

## Szerepei
- Bartók: A kékszakállú herceg vára – Judit
- Bellini: Norma – Adalgisa
- Boito: Mefistofele – Heléna
- Borogyin: Igor herceg – Jaroszlavna
- Juan José Castro: Proserpina és az idegen – Proserpina
- Catalani: La Wally – Wally
- Gustave Charpentier: Louise – címszerep
- Cilea: Adriana Lecouvreur – címszerep
- Cimarosa: A titkos házasság – Carolina
- Luigi Ferrari Trecate: Tamás bátya kunyhója –
- Giordano: André Chénier – Madeleine de Coigny
- Giordano: Fedora – Fedora Romazoff hercegnő
- Antônio Carlos Gomez: A rabszolga – Ilarà
- Gounod: Faust – Margit; Siebel
- Mascagni: Parasztbecsület – Santuzza
- Mascagni: Iris – címszerep
- Mascagni: A kis Marat – Maria
- Mozart: Don Juan – Donna Anna
- Muszorgszkij: Borisz Godunov – Marina Mniszek
- Poulenc: A karmeliták beszélgetései – Madame Lidoine
- Prokofjev: A játékos – Polina
- Puccini: Manon Lescaut – címszerep
- Puccini: Pillangókisasszony – Cso-cso-szán
- Puccini: Tosca – Floria Tosca
- Puccini: A Nyugat lánya – Minnie
- Puccini: A köpeny – Georgette
- Licinio Refice: Margherita da Cortona – címszerep
- Lodovico Rocca: Dibuk – Lea
- Verdi: A trubadúr – Leonora
- Verdi: Aida – címszerep
- Verdi: Álarcosbál – Amelia
- Verdi: A végzet hatalma – Doña Leonora di Vargas
- Verdi: Simon Boccanegra – Amelia Grimaldi
- Verdi: Don Carlos – Valois Erzsébet
- Verdi: Otello – Desdemona
- Riccardo Zandonai: Francesca di Rimini – címszerep; Garsenda
- Riccardo Zandonai: Júlia és Romeo – Júlia